# Reinhold Zundel

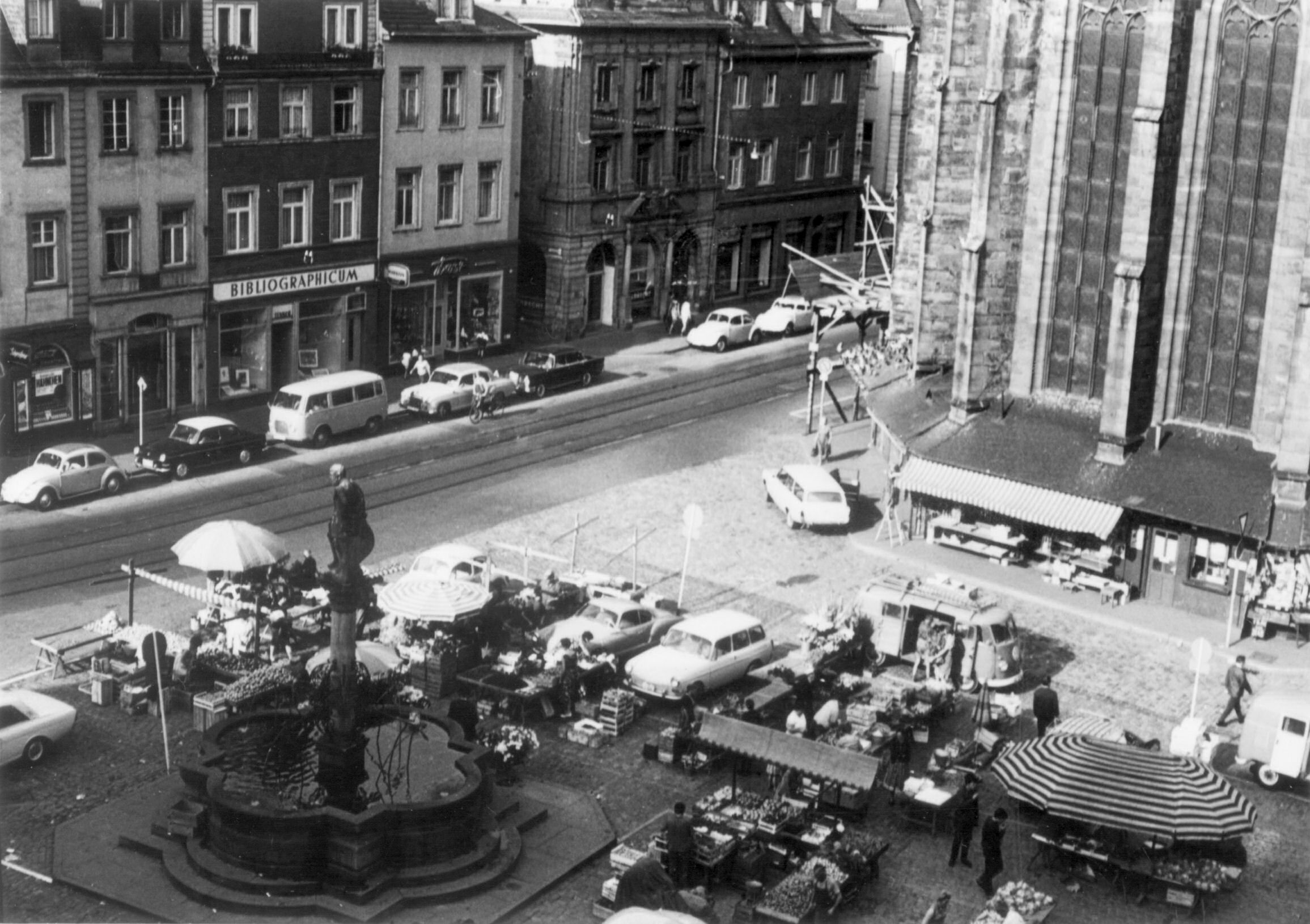
Heidelberger Marktplatz 1965

Reinhold Zundel (* 9. April 1930 in Brackenheim; † 21. Januar 2008 in Heidelberg) war ein deutscher Kommunalpolitiker (SPD, später parteilos) und von 1966 bis 1990 Oberbürgermeister von Heidelberg.

## Leben

### Werdegang

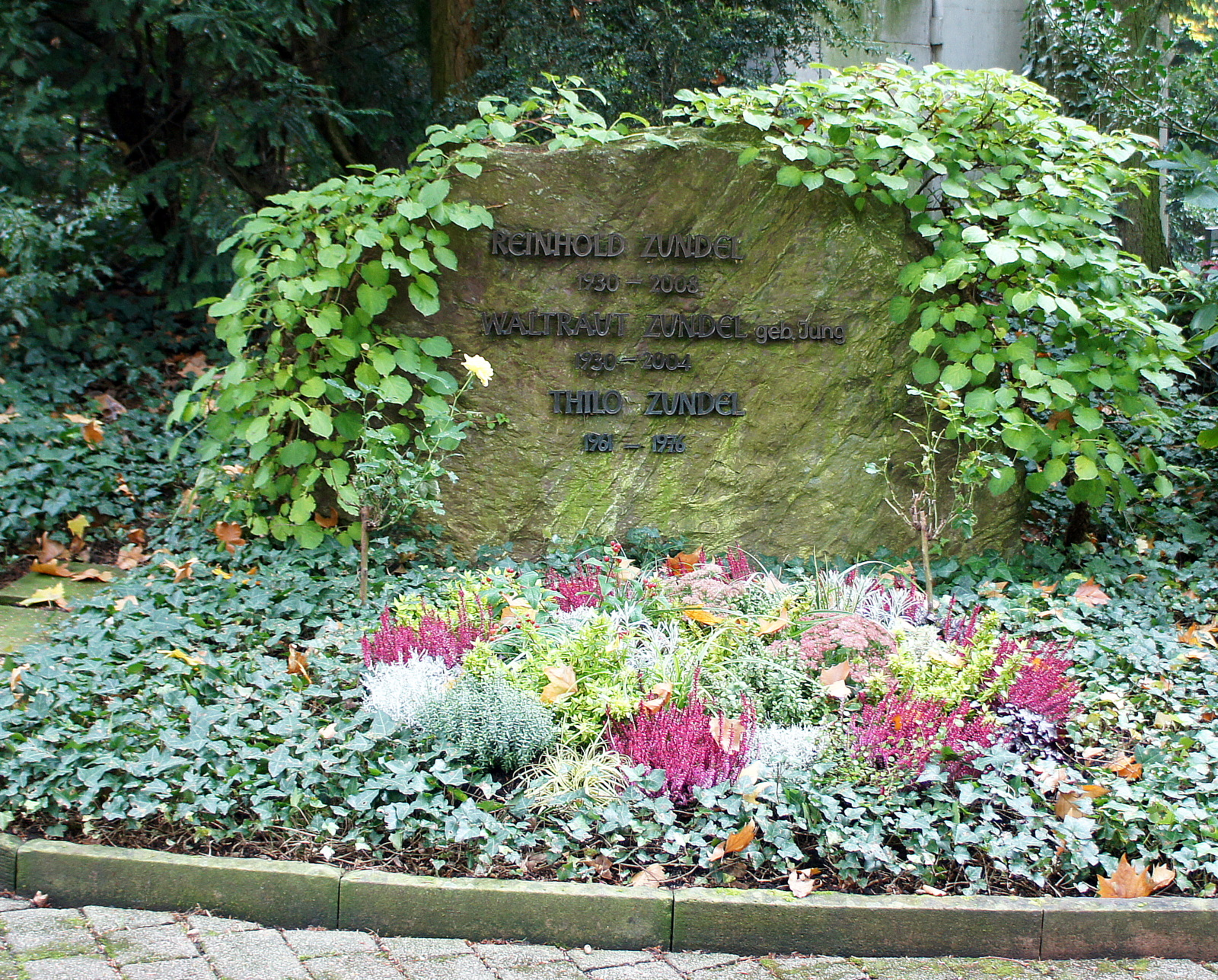
Das Ehrengrab von Reinhold Zundel auf dem Heidelberger Bergfriedhof in der (Abt. O). Hier ruhen neben ihm seine Gattin und sein in jungen Jahren verunglückter Sohn

Reinhold Zundel wuchs mit zehn Geschwistern auf. Nach seinem Abitur im Jahr 1949 in Heilbronn studierte er in Frankfurt am Main Jura. Nach sechs Semestern absolvierte er das erste Staatsexamen und schloss die Ausbildung im Jahr 1957 mit dem zweiten Staatsexamen ab. Anschließend  war er an unterschiedlichen Orten als Richter tätig, war Magistratsrat und Kommissarischer Leiter der Stadtwerke in Langen/Hessen und Ministerialrat im Justizprüfungsamt Hessen unter dem Ministerpräsidenten und Justizminister Georg August Zinn.
Reinhold Zundel trat im Jahr 1963 der SPD bei.
Sein Bruder war Hellmut Zundel, langjähriger Oberbürgermeister von Crailsheim.

### Oberbürgermeister
Zundel wurde am 3. Juli 1966 zum Oberbürgermeister von Heidelberg gewählt. Da das Ergebnis der Wahl gerichtlich angefochten wurde, übte er sein Amt anfangs nur kommissarisch aus. Deshalb erfolgte seine offizielle Amtseinführung erst am 14. September 1968.
Die ersten Jahre seiner Amtszeit waren vor allem der Stadtsanierung gewidmet. Die durch ihn veranlassten Änderungen (Verbannung des Straßenbahn- und Autoverkehrs aus der Hauptstraße, Umkonzeptionierung des Bismarckplatzes) prägen noch heute das Stadtbild. Anfang der 1980er Jahre initiierte er eine Verringerung der Fahrgeschwindigkeiten durch Tempo-30- und verkehrsberuhigte Bereiche, um die Verkehrssicherheit in Heidelberg zu erhöhen.
Seine erste Wiederwahl erfolgte am 9. Mai 1976. Zundel überwarf sich 1980 nach längeren Auseinandersetzungen mit seiner Partei, der SPD. Als diese ihn aufforderte, Strafanträge gegen Hausbesetzer zurückzunehmen, verließ Zundel am 31. Mai 1981 die SPD und amtierte als Parteiloser weiter. Bei der Oberbürgermeisterwahl am 6. Mai 1984 nominierte die SPD Albrecht Müller als Gegenkandidaten. Der nun von den Freien Wählern und der CDU unterstützte Zundel setzte sich im ersten Wahlgang mit 54,9 Prozent klar gegen seinen Herausforderer (40,8 Prozent) durch und wurde damit als Oberbürgermeister wiedergewählt. Trotz des deutlichen Wahlsieges wurde es für den nunmehr parteilosen Zundel in den folgenden Jahren immer schwieriger, Mehrheiten im Heidelberger Gemeinderat zu finden. Nach 24-jähriger Dienstzeit trat er am 30. Juni 1990, zwei Jahre vor Ende seiner regulären Amtszeit, zurück und machte dafür gesundheitliche Gründe geltend.
Nach der Wiedervereinigung Deutschlands 1990 war er vor allem als Berater und Gutachter in den neuen Bundesländern tätig. Als im Jahr 2006 die Position des Heidelberger Oberbürgermeisters neu besetzt werden musste, unterstützte er im Wahlkampf die Kandidatin der Grünen, Caja Thimm, als finanzpolitischer Berater.

## Bilanz der OB-Zeit

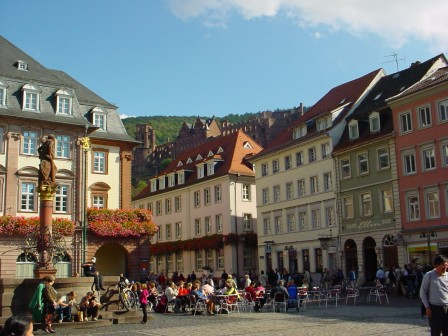
Heidelberger Marktplatz 2003

Die von Zundel herbeigeführten Veränderungen, vor allem hinsichtlich der Stadtsanierung, polarisierten die Meinungen der Heidelberger Bürger über eine lange Zeit. So wurde Zundel von Seiten seiner Gegner vor allem vorgeworfen, das Stadtbild, das als eines der wenigen in Deutschland den Zweiten Weltkrieg fast unbeschadet überstanden hatte, durch seine Modernisierungsmaßnahmen (viele Gebäude im regionalen und für Heidelberg typischen Sandsteinstil wurden abgerissen und durch moderne Bauten ersetzt) zum Negativen verändert zu haben. Die sanierten Wohnungen in der Altstadt waren für deren ehemalige Bewohner oft nicht mehr bezahlbar, woraus sich eine grundlegende soziologische Veränderung der Einwohnerschaft dieses Areals ergab. Auch die Umwandlung der bis 1976 von Straßenbahnen und Autos befahrenen und den wichtigsten Verkehrsweg der Alt- und Innenstadt darstellenden Hauptstraße zur Fußgängerzone war zu Beginn stark umstritten.

## Ehrungen
- 1995 ernannte die Stadt Heidelberg Reinhold Zundel zum Ehrenbürger.
- Die Orgel der Heiliggeistkirche in Heidelberg enthält ein Register namens „Zundel“.  Es handelt sich eigentlich um eine Zimbel. In der Amtszeit von Reinhold Zundel gab die Stadt Heidelberg einen erheblichen Zuschuss zum Orgelbau.